# Gábor Boczkó
Gábor Boczkó (Tapolca, 1º aprile 1977) è uno schermidore ungherese, specializzato nella spada. Ha vinto una medaglia d'argento e una di bronzo nella scherma ai Giochi olimpici.

## Palmarès
- Giochi olimpici:

Atene 2004: argento nella spada a squadre.
Rio de Janeiro 2016: bronzo nella spada a squadre.
- Mondiali di scherma

San Pietroburgo 2007: bronzo nella spada a squadre.
Adalia 2009: argento nella spada a squadre.
Parigi 2010: bronzo nella spada individuale ed a squadre.
Catania 2011: argento nella spada a squadre.
Kiev 2012: bronzo nella spada a squadre.
Budapest 2013: oro nella spada a squadre.
- Europei di scherma

Danzica 1997: oro nella spada individuale.
Mosca 2002: oro nella spada individuale.
Bourges 2003: oro nella spada individuale.
Zalaegerszeg 2005: bronzo nella spada individuale.
Smirne 2006: oro nella spada a squadre.
Gand 2007: oro nella spada a squadre.
Kiev 2008: argento nella spada a squadre.
Plovdiv 2009: oro nella spada a squadre e bronzo individuale.
Lipsia 2010: oro nella spada a squadre ed argento nella spada individuale.
Sheffield 2011: argento nella spada a squadre.
Legnano 2012: argento nella spada a squadre.
Zagabria 2013: argento nella spada a squadre.